# Risinge landskommun
Risinge landskommun var en tidigare kommun i Östergötlands län.

## Administrativ historik
När 1862 års kommunalförordningar trädde i kraft inrättades i Sverige cirka 2 500 kommuner. Huvuddelen av dessa var landskommuner (baserade på den äldre sockenindelningen), vartill kom 89 städer och åtta köpingar. Då inrättades i Risinge socken i Finspånga läns härad i Östergötland denna kommun.
1942 ombildades landskommunen till Finspångs köping som senare 1971 ombildades till Finspångs kommun.

## Politik

### Mandatfördelning i Risinge landskommun 1938
| 25 |  | 2 | 2 |

| 28 |